# Lijst van kerken in Drenthe

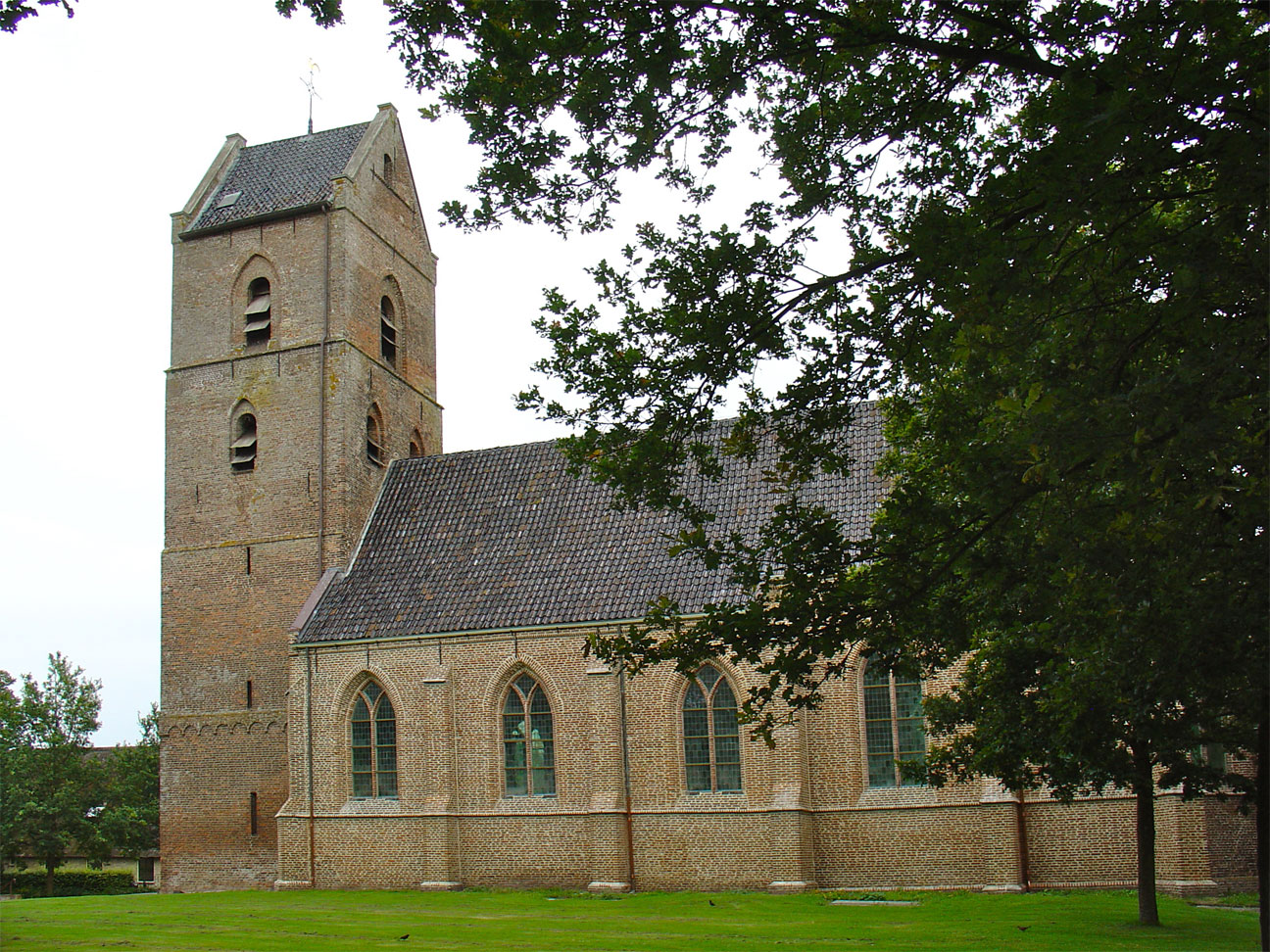
Johannes de Doperkerk in Vledder

De provincie Drenthe herbergt een aantal bijzondere middeleeuwse kerken. Hoewel Drenthe het in aantal duidelijk moet afleggen tegenover de beide noordelijke buurprovincies Groningen en Friesland kent de provincie meerdere kerken die tot de hoogtepunten van de middeleeuwse kerkenbouw in Nederland gerekend mogen worden.
Drenthe behoorde in de middeleeuwen in zijn geheel tot het bisdom Utrecht. De eerste kerken zijn waarschijnlijk gesticht nog voordat Utrecht als bisdom daadwerkelijk invloed in Drenthe had. Vries, waarschijnlijk de oudste stichting, wordt toegeschreven aan Willehad, die later bisschop werd in Bremen. De oudste kerken die bewaard zijn gebleven staan in de hoofdplaatsen van de dingspillen. Het zijn oorspronkelijk vrijwel allemaal eigenkerken van de bisschop.

## Kerken
| Plaats              | Naam                                     | Patroon                           | stichtingsjaar                                                                       | Bijzonderheden | Afbeelding |
| ------------------- | ---------------------------------------- | --------------------------------- | ------------------------------------------------------------------------------------ | --- | ---------- |
| Anloo               | Sint-Magnuskerk                          | Magnus                            | begin 12e eeuw, koor 14e eeuw, toren 12e eeuw                                        | |            |
| Annerveenschekanaal | Hervormde kerk                           |                                   | 1835, toren 1860                                                                     | |            |
| Assen               | Kloosterkerk                             |                                   | 13e eeuw                                                                             | |            |
| Assen               | Jozefkerk                                |                                   | 1845-1848                                                                            | Het gebouw is een zogenaamde waterstaatskerk |            |
| Assen               | Onze-Lieve-Vrouw-ten-Hemelopnemingkerk   |                                   | 1858                                                                                 | |            |
| Assen               | Bethelkerk                               |                                   | 1901                                                                                 | Deed voorheen dienst als Synagoge van Assen |            |
| Assen               | Doopsgezinde kerk                        |                                   | 1909                                                                                 | |            |
| Assen               | Zuiderkerk                               |                                   | 1924-1925                                                                            | |            |
| Assen               | Het Lichtpunt                            |                                   | 2008-2009                                                                            | |            |
| Barger-Compascuum   | Sint-Josephkerk                          | Jozef                             | 1923-1925                                                                            | |            |
| Beilen              | Stefanuskerk                             | Stefanus                          | 14e eeuw, 15e eeuw of 16e eeuw, toren 15e eeuw                                       | |            |
| Borger              | Willibrordkerk                           | Willibrord                        | 1826, toren 14e eeuw                                                                 | Waterstaatkerk met middeleeuwse toren |            |
| Borger              | Goede Herderkerk                         |                                   | 1961                                                                                 | |            |
| Coevorden           | Hervormde kerk                           |                                   | 1641                                                                                 | |            |
| Coevorden           | Sint-Willibrorduskerk                    | Willibrord                        | 1913-1914                                                                            | |            |
| Diever              | Sint-Pancratiuskerk                      | Pancratius                        | 11 of 12e eeuw, koor vervangen in 13e eeuw, schip voorzien van zijbeuken in 16e eeuw | |            |
| Dwingeloo           | Sint-Nicolaaskerk                        | Nicolaas                          | 15e eeuw                                                                             | |            |
| Eelde               | Dorpskerk                                | Gangulfus                         | 14e eeuw                                                                             | |            |
| Emmen               | Grote Kerk                               | Pancratius                        | 1856, toren van rond 1300                                                            | |            |
| Emmen               | Gerardus Majellakerk                     | Gerardus Majella                  | 1906                                                                                 | |            |
| Emmer-Compascuum    | Sint-Willehaduskerk                      | Willehad                          | 1924                                                                                 | |            |
| Erica               | Onze-Lieve-Vrouw Onbevlekt Ontvangenkerk |                                   | 1933                                                                                 | |            |
| Gasselte            | Onze-Lieve-Vrouwekerk                    |                                   | tweede helft 13e eeuw, geveltoren 1787                                               | Deze kerk was een dochterkerk van de kerk van Borger. Vernieuwing van de westmuur gebeurde met kloostermoppen van het afgebroken klooster van Assen |            |
| Gieten              | Hervormde kerk                           | Maria                             | 1849, toren herbouwd in 1864                                                         | |            |
| Gieterveen          | Hervormde kerk                           |                                   | 1840                                                                                 | |            |
| Gieterveen          | Het kleine Kerkje                        |                                   | 1924                                                                                 | |            |
| Grolloo             | Hervormde kerk                           |                                   | 1853                                                                                 | De kerk is een zogenaamde waterstaatskerk |            |
| Havelte             | Clemenskerk                              | Clemens                           | 1310, toren 1410                                                                     | De toren is in het bezit van een Chamadron, een orgelachtig instrument waarvan de pijpen uit de galmgaten steken.                                   |            |
| Kolderveen          | Hervormde kerk                           | mogelijk Maria en/of Antonius     | 1471, toren 14e eeuw                                                                 | |            |
| Meppel              | Grote Kerk                               | Maria                             | 1422, uitgebreid in 1518 en 1780                                                     | |            |
| Nieuw-Amsterdam     | Noorderkerk                              |                                   | 1925                                                                                 | |            |
| Nieuw-Amsterdam     | Zuiderkerk                               |                                   | 1873                                                                                 | |            |
| Nieuw-Buinen        | Protestantse kerk                        |                                   | 1853                                                                                 | De kerk heeft zowel een toren met luidklok als een klokkenstoel                                                                                     |            |
| Norg                | Sint-Margaretakerk                       | Margaretha                        | 13e eeuw                                                                             | |            |
| Peize               | Johanneskerk                             | Johannes de Doper                 | 13e eeuw, toren 1803                                                                 | |            |
| Roden               | Catharinakerk                            | Catharina                         | 13e eeuw, koor 15e eeuw                                                              | Bij een verbouwing stuitte men na het openbreken van de vloed op een oude fundering van zwerfkeien. Hieronder bevonden zich twee grafkelders.       |            |
| Roderwolde          | Jacobskerk                               | waarschijnlijk Jakobus            | 1831                                                                                 | |            |
| Rolde               | Jacobuskerk                              | waarschijnlijk Jakobus            | 15e eeuw                                                                             | |            |
| Roswinkel           | Hervormde kerk                           |                                   | 1759                                                                                 | |            |
| Ruinen              | Mariakerk                                | Maria                             | 12e eeuw, ingrijpend verbouwd in de 15e eeuw                                         | De kerk maakte deel uit van een klooster dat later naar Dickninge verplaatst is.                                                                    |            |
| Ruinerwold          | Bartholomeuskerk                         | Maria Magdalena Sint-Bartholomeus | 12e eeuw, ingrijpend verbouwd in de 15e eeuw                                         | |            |
| Schoonebeek         | Gereformeerde kerk                       |                                   | 1949                                                                                 | |            |
| Steenwijksmoer      | Sint-Franciscuskerk                      | Franciscus                        | 1931-1932                                                                            | |            |
| Tweede Exloërmond   | Baptistenkerk                            |                                   | 1905, ingrijpend verbouwd in 1922                                                    | |            |
| Tweede Exloërmond   | Gereformeerde kerk                       |                                   | 1908                                                                                 | |            |
| Tweede Exloërmond   | Hervormde kerk                           |                                   | 1938                                                                                 | |            |
| Valthermond         | Hervormde kerk nummer 11                 |                                   | 1883, toren 1925                                                                     | |            |
| Veenhuizen          | Koepelkerk                               |                                   | 1825-1826                                                                            | Deze kerk is een zogenaamde waterstaatskerk |            |
| Vledder             | Johannes de Doperkerk                    | Johannes de Doper                 | 15e eeuw, toren 14e eeuw                                                             | |            |
| Vries               | Sint-Bonifatiuskerk                      | Bonifatius                        | 12e eeuw, koor 15e eeuw                                                              | De voorganger zou gesticht zijn door Willehad |            |
| Wapserveen          | Hervormde kerk                           |                                   | 1803                                                                                 | |            |
| Weiteveen           | Maria Koningin van de Vredekerk          |                                   | 1918                                                                                 | De voorganger zou gesticht zijn door Willehad |            |
| Westerbork          | Stefanuskerk                             | Stefanus                          | 15e eeuw, toren 13e eeuw                                                             | Dochterkerk van Beilen |            |
| Wilhelminaoord      | Hervormde kerk                           |                                   | 1851                                                                                 | |            |
| Zandberg            | Sint-Jozefkerk                           | Jozef                             | 1931                                                                                 | |            |
| Zorgvlied           | Sint-Andreaskerk                         | Andreas                           | 1924                                                                                 | |            |
| Zwartemeer          | Sint-Antoniuskerk                        | Antonius                          | 1920-1921                                                                            | |            |
| Zweeloo             | Hervormde kerk                           | mogelijk Maria                    | 13e eeuw, koor 17e eeuw                                                              | In 1883 heeft Vincent van Gogh een schets gemaakt van de kerk                                                                                       |            |
| Zuidlaren           | Hervormde kerk                           |                                   | 13e eeuw, koor 15e eeuw, toren rond 1300                                             | |            |